# Karl Minor
Karl Minor (Heilbronn, 9 aprile 1948) è un ex calciatore australiano, di ruolo attaccante.

## Carriera
Nato in Germania in un ospedale statunitense, Minor emigrò in Australia ove iniziò a giocare in vari sodalizi locali. Nel 1966 si trasferisce in Inghilterra per giocare nelle giovanili del West Ham Utd.
Nel 1967 si trasferisce negli Stati Uniti d'America per giocare nei Baltimore Bays nella neonata NPSL. Con i Bays ottenne il primo posto della Eastern Division della NPSL, qualificandosi così per la finale della competizione, persa poi contro gli Oakland Clippers.
La stagione seguente, la prima della neonata è NASL, la inizia sempre nei Bays per passare poi al Boston Beacons, con cui ottiene il quinto posto dell'Atlantic Division.
Nello stesso anno passa al Washington Darts, con cui vince l'American Soccer League 1968.
Ritorna ai Bays per giocare nella NASL 1969, con cui chiude la stagione al quinto ed ultimo posto in classifica. Sempre nel 1969 gioca con il Philadelphia Ukrainians, squadra della ASL:
Nel 1971 è in forza al New York Hota, con cui vince la National Challenge Cup, segnando due reti nella finale vinta contro i San Pedro Yugoslavs. Nel 1972 passa ai Boston Astros, sodalizio militante nella American Soccer League 1972, seconda serie americana. Durante la stagione torna ai Baltimore Bays, sempre militanti nella ASL, con cui ottiene il terzo posto della Southern Conference.
Dopo aver iniziato la stagione 1973 in forza ai Bays, Minor ritorna a giocare nella NASL con i Philadelphia Atoms, vincendo la North American Soccer League 1973.
La stagione seguente, sempre con gli Atoms, ottiene il terzo posto della Eastern Division, non riuscendo ad accedere alla fase finale del torneo.
Nel 1975 passa ai Washington Diplomats, ottenendo il terzo posto della Eastern Division, non riuscendo ad accedere alla fase finale del torneo.
Ha giocato inoltre nel campionato indoor con gli Atoms ed i Diplomats.

## Palmarès
- American Soccer League: 1

Washington Darts: 1968
- National Challenge Cup: 1

New York Hota: 1971
- North American Soccer League: 1

Philadelphia Atoms: 1973